# Аккудик (Хромтауський район)
Аккуди́к (каз. Аққұдық) — село у складі Хромтауського району Актюбінської області Казахстану. Адміністративний центр Аккудицького сільського округу.
До 1999 року село називалось Кредиковка.
Населення — 675 осіб (2021; 476 у 2009, 644 у 1999, 1121 у 1989).